# Slava Rossii (1774)
Le Slava Rossii (en russe : Слава России, Gloire de la Russie ou Gloire à la Russie) est un navire de ligne à trois-mâts de 66 canons de la Marine impériale de Russie du règne de Catherine II, en service de 1774 à 1780. Il est rattaché à Kronstadt et la Flotte de la Baltique. Il se brise en 1780 sur les rochers de l'île du Levant après une erreur de calcul de position de son capitaine.

## Construction
Il fait partie d'un programme de construction navale intensive impulsé entre 1731 et 1779. C'est un trois-mâts, vaisseau de ligne en bois de chêne des forêts de Kazan construit par les architectes navals Gunion et Portnov à Arkhangelsk en 1774. Il succède à un autre Slava Rossi de 1733 qui participa à la Guerre russo-suédoise de 1741-1743. Il a 52 mètres de long, 14,49 mètres de large et un tirant d'eau de 6,17 mètres. Il porte un redoutable arsenal. Il a 28 canons de 36 livres, 28 canons de 12 livres, 10 canons de 6 livres, et trois Licornes de bronze à tube court à boulets de 16,38 kg. Ces licornes sont des sortes d'obusiers typiquement russe. Pour alimenter cette artillerie le navire transporte jusqu’à 5 000 boulets, 700 grenades et 75 bombes. En plus l'équipage de 559 membres est équipé de 77 fusils, 60 sabres de marine, 40 mousquetons et 40 pistolets.

## Historique
En 1780, le Royaume-Uni, la France et la toute jeune République américaine s'affrontent sur les mers du globe. Catherine II La Grande s'inquiète de la situation de son commerce maritime et craint l'interception de ses navires marchands par les nations belligérantes. Elle décide, malgré ses liens d'amitié britannique de s'en tenir à une stricte neutralité et de se prémunir d'éventuels incidents fâcheux par une présence armée sur ses voies commerciales marines. L’impératrice s'adjoint l'aide de la Suède et du Danemark pour former La Ligue des neutres le 23 juin 1780. La veille, une grande partie de la Flotte de la Baltique rassemblée en trois escadres dont une doit assurer la liberté des mers en Méditerranée quitte le Danemark.
L'escadre de Méditerranée aux ordres de l'amiral Ivan Antonovitch Borissov comprend Le Isidor de 76 canons, quatre vaisseaux de ligne de 66 canons, l’Azia, l’America, le Tverdyi et le Slava Rossii avec deux frégates de 32 canons, le Patricki et le Simeon. Le Slava Rossii est commandé par le capitaine Ivan Abrasimovitch Baskakov. Parmi l'équipage figure Anton Pavlovitch Aleksiano, futur amiral. Après quelques escales, l'escadre passe le Détroit de Gibraltar le 23 octobre 1780 et l'Amiral Borissov route vers Livourne par vent contraire longeant les côtes sud de la France.

## Le naufrage, l'épave et ses vestiges
Aux dernières heures du 3 novembre 1780, le capitaine Baskakov perd de vue l'escadre et s’estime plus loin au large de la côte. Il n'en est rien, l'Île du Levant se découpe au devant du navire. La catastrophe, malgré les ancres jetées, est inévitable. Le vaisseau s'enfonce sur les rochers. Seuls onze malheureux malades coincés sous la ligne de flottaison meurent sur les 446 membres d'équipage alors à bord. L'équipage sauvé et logé par les gens d'Hyères et de Toulon sera évacué plus tard avec du matériel sur le Patricki venu de Livourne. Baskakov ne commandera plus jamais à la mer à la suite de cette tragédie. En février 1782, un navire de guerre russe vint récupérer 24 pièces d'artillerie du navire encore visible, puis on oublia l'épave.
En juin 1957, l'épave est découverte par un pêcheur de l'île du Levant et les premières plongées d'exploration se font avec un plongeur de Saint-Raphaël. Dix pièces d'artillerie sont remontées en 1957 par le capitaine de frégate Philippe Tailliez. Des fouilles dirigées par Max Guérout ont été effectuées au cours des années 1981 et 1982. De nombreux objets sont mis au jour : armement, vaisselle, monnaies et 80 icônes de voyage en alliage de cuivre. Deux pièces d'artillerie sur affut sont maintenant exposées dans le jardin du Musée d'Archéologie sous-marine de Saint-Raphaël, un canon "edinorog" en bronze également remonté en 1957, a été dévolu au musée national de la Marine de Toulon. L'épave est désormais en zone interdite de plongée.